# Rakovica (Kroatië)
Rakovica is een gemeente in de Kroatische provincie Karlovac.
Rakovica telt 2623 inwoners (2001). De oppervlakte bedraagt 261 km², de bevolkingsdichtheid is 10 inwoners per km².

## Plaatsen in de gemeente
Basara, Brajdić Selo, Brezovac, Broćanac, Čatrnja, Ćuić Brdo, Drage, Drežnik Grad, Gornja Močila, Grabovac, Irinovac, Jamarje, Jelov Klanac, Koranski Lug, Kordunski Ljeskovac, Korita, Lipovac, Lipovača, Mašvina, Nova Kršlja, Oštarski Stanovi, Rakovica, Rakovičko Selište, Sadilovac, Selište Drežničko, Stara Kršlja
Steden (gradovi): Karlovac · Duga Resa · Ogulin · Ozalj · Slunj

Gemeenten (općine): Barilović · Bosiljevo · Cetingrad · Draganić · Generalski Stol · Josipdol · Kamanje · Krnjak · Lasinja · Netretić · Plaški · Rakovica · Ribnik · Saborsko · Tounj · Vojnić · Žakanje